# Pitkanina mütt
Pitkanina mütt ist eine unbewohnte Insel, 4,4 Kilometer von der größten estnischen Insel Saaremaa entfernt. Die Insel liegt in der Landgemeinde Saaremaa im Kreis Saare. Sie gehört zum Nationalpark Vilsandi.
Pitkanina mütt ist 60 Meter lang und 20 Meter breit.